# Peaches (musikgrupp)
Peaches var en svensk musikgrupp som bildades i Brandbergen år 2000 och upplöstes 2005. Gruppen bestod av Tåve Wanning (född 23 mars 1992) och Isabelle Erkendal (född 23 juni 1989), som träffades på en audition 2000. Gruppen rönte stor framgång med låten Rosa helikopter som sålde guld och platina i både Sverige och Norge. Gruppen arbetade bland andra med producenten Johan Fjellström på Empire Music Production.

## Diskografi

### Studioalbum
- 2001 - Rosa helikopter
- 2003 - Fritt fall

### EP
- 2002 - Tomten, jag vill ha en riktig jul

### Singlar
- 2001 - Rosa helikopter
- 2001 - Skateboard
- 2002 - Vi rymmer bara du och jag
- 2003 - Dynamit nitroglycerin baby
- 2003 - Ut i natten
- 2004 - Daddy cool

## Musikvideor
- Skateboard
- Rosa helikopter
- Tomten jag vill ha en riktig jul
- Dynamit nitroglycerin baby
- Ut i natten
- Daddy cool

## Tåves comeback
2012 sökte Tåve Wanning till The Voice Sverige, för att göra comeback som sångerska. Hon sjöng Otis Reddings/The Black Crowes låt "Hard to Handle" på auditionen. Hon kom dock inte med i programmet. Numera sjunger hon i bandet Adrenaline Rush som gav ut sitt debutalbum på Frontiers Records hösten 2014.